# La Peau sur les os
Pour les articles homonymes, voir La Peau sur les os.
La Peau sur les os (titre original : Thinner) est un roman d'horreur de Stephen King écrit sous le nom de plume de Richard Bachman et publié pour la première fois en 1984.

## Résumé
Billy Halleck, bon époux et bon père mais assez arrogant, vit dans le Connecticut et exerce son métier d'avocat à New York. Boulimique, il pèse plus de cent kilogrammes. Un jour, alors qu'il est distrait car sa femme Heidi est en train de le masturber, il tue accidentellement en voiture une vieille gitane. Sa position de notable lui vaut d'échapper à toute condamnation et les Gitans sont expulsés de la ville. Mais le père de la vieille gitane touche Billy à sa sortie du tribunal en lui chuchotant : « Maigris ». C'est alors que Billy commence à maigrir, au rythme d'un kilogramme par jour. Il est tout d'abord ravi de cette perte de poids bienvenue mais sa femme et sa fille, Linda, commencent à s'en inquiéter. Billy a beau se gaver, rien ne peut enrayer cette perte de poids qui risque de l'emmener vers une issue fatale. Les deux personnes qui l'ont couvert, le juge et le chef de la police, subissent eux aussi des phénomènes étranges, la peau du juge se couvre d'écailles et celle du chef de la police d'une forme d'acné terriblement virulente. Les deux hommes finissent par se suicider.
Terrifié, Billy comprend alors que le chef de la tribu gitane lui a jeté un sort et, désormais d'une maigreur extrême, remonte la piste des Gitans. Heidi veut quant à elle faire interner son mari car elle pense que des troubles mentaux sont à l'origine de sa perte de poids. Billy demande l'aide d'un de ses anciens clients, Richard Ginelli, qui se trouve être un parrain de la Mafia. Ginelli se charge alors de semer la panique dans le campement des Gitans. Taduz Lemke, le chef de la tribu qui a maudit Billy, accepte de lever la malédiction et apporte à Billy une tourte à laquelle il mêle un peu du sang de l'avocat, lui expliquant qu'il doit la faire manger à quelqu'un d'autre pour que la malédiction soit transférée à cette personne. Billy découvre ensuite que Ginelli a été tué par Gina, l'arrière petite-fille de Lemke. L'avocat décide de faire manger la tourte à Heidi, qu'il considère comme responsable de tous ses ennuis. Il fait mine de se réconcilier avec elle mais, le lendemain matin, il découvre que Linda est revenue à l'improviste à la maison et qu'elle a elle aussi mangé une part de la tourte. Billy prend alors à son tour une portion de tourte.

## Genèse
L'idée de ce roman est venue à Stephen King lorsque son docteur lui a fortement conseillé de perdre du poids car il pesait alors plus de 100 kg. King a suivi ce conseil mais à regret et a commencé à penser à ce qui arriverait si quelqu'un commençait à perdre du poids et ne pouvait plus arrêter ce processus. Le titre de travail du roman était Gypsy Pie (La Tourte gitane en français) et son premier jet a été écrit pendant l'été 1983.
Après la sortie du roman, le premier signé Richard Bachman à sortir en format à couverture rigide et avec une certaine publicité, de nombreux lecteurs remarquent des similitudes de style entre ce roman et ceux de Stephen King. Un critique littéraire écrit même que le roman « aurait pu être écrit par Stephen King si celui-ci savait écrire » . Des doutes sont alors formulés publiquement sur l'identité de l'auteur et c'est finalement Steve Brown, un employé de librairie, qui découvre le pot-aux-roses en janvier 1985 en examinant les formulaires de copyright de la Bibliothèque du Congrès.

## Accueil
À la suite de la révélation de la véritable identité de Richard Bachman, les ventes de La Peau sur les os, publié quelques mois plus tôt, explosent, passant de 28 000 à 280 000 exemplaires. Le roman reste alors 25 semaines (dont quatre à la première place) sur la New York Times Best Seller list, y apparaissant le 3 mars 1985.; About Ilsen y voit un témoin de l'antitsiganisme.

## Adaptations
Le roman a été adapté au cinéma par Tom Holland en 1996 dans un film portant le même nom. Le film et le livre ont des fins différentes.